# Steve Burton (aktor)
Jack Stephen „Steve” Burton (ur. 28 czerwca 1970 w Indianapolis) – amerykański aktor. Odtwórca roli Jasona Morgana w operze mydlanej ABC Szpital miejski (General Hospital, 1991–2012 i 2017–2021). Występował jako Dylan McAvoy w operze mydlanej CBS Żar młodości (The Young and the Restless, 2013–2017).

## Życiorys

### Wczesne lata
Urodził się w Indianapolis w stanie Indiana jako syn Tory, optyka, i Jacka Burtonów. Jego ojciec był pochodzenia angielskiego, a matka była Żydówką aszkenazyjską. Dorastał w Cleveland w Ohio i Chicago w Illinois, zanim w wieku 16 lat przeniósł się do Beverly Hills. Ukończył Beverly Hills High School w Kalifornii.

### Kariera
Po raz pierwszy trafił na plan telewizyjny w dramacie kryminalnym CBS Hear No Evil (1982) jako cywil z Gilem Gerardem. Od 17 września 1987 do 25 maja 1991 grał rolę surfera Chrisa Fullera w sitcomie fantastycznonaukowym Nie z tego świata (Out of This World, 1987−1991), za którą w 1989 był nominowany do Young Artist Award dla najlepszego młodego aktora w konsorcjalnym serialu rodzinnym. W 1988 został obsadzony w roli Harrisa Michealsa w operze mydlanej NBC Dni naszego życia (Days of Our Lives). W latach 90. studiował aktorstwo w Hollywood.
Od 8 listopada 1993 do 19 stycznia 1996 objął rolę jako Jason Quartermaine w operze mydlanej ABC Szpital miejski (General Hospital). 25 stycznia 1996 powrócił do serialu w roli Jasona Morgana i pozostał aż do 19 lutego 2021. Za tę postać zdobył cztery nagrody Soap Opera Digest (1997–1999, 2003) i dwie nagrody Soap Hub (2020, 2021). Od 29 stycznia 2013 do 26 stycznia 2017 występował w roli Dylana McAvoya w operze mydlanej CBS Żar młodości (The Young and the Restless), za którą w 2017 otrzymał nagrodę Emmy w kategorii najlepszy występ aktorski w drugoplanowej roli.

## Życie prywatne
16 stycznia 1999 zawarł związek małżeński z Sherri Gustin, z którą ma dwie córki – Makena Grace (ur. 5 września 2003) i Brooklyn Faith (ur. 7 lipca 2014) oraz syna Jacka Stephena Jr. (ur. 17 marca 2006). W maju 2022 Burton ogłosił, że on i Gustin rozstali się i że nie jest ojcem dziecka, z którym Gustin jest w ciąży. Burton złożył pozew o rozwód w lipcu 2022, podając 1 marca jako datę separacji i „różnice nie do pogodzenia” jako przyczynę rozwodu.

## Filmografia

### Filmy fabularne
- 1982: Nic nie słyszałem (Hear No Evil, TV) jako wywiadowca policyjny w cywilu
- 1983: Chcę żyć! (I Want to Live, TV) jako agent federalny #2
- 1993: Zabójca jakuzów (Red Sun Rising) jako właściciel baru
- 1994: Elektroniczny łowca (Cyber-Tracker) jako Jared
- 1995: Elektroniczny łowca 2 (Cyber-Tracker 2) jako Jared
- 2001: Zawsze wierni (Semper Fi, TV) jako Steve Russell
- 2001: Ostatni bastion (The Last Castle) jako kapitan Peretz

### Seriale TV
- 1987–91: Nie z tego świata (Out of This World) jako Chris Fuller
- 1991: Tajemnica ochroniarza (Secret Bodyguard) jako Rick
- 1988: Dni naszego życia (Days of Our Lives) jako Harris Micheals
- 1990: Kim jest szef? (Who’s the Boss?) jako Tim
- 1991–2012: Szpital miejski (General Hospital) jako Jason Morgan
- 2002: Wybrańcy obcych (Taken) jako kapitan Russell Keys
- 2007: General Hospital: Night Shift jako Jason Morgan
- 2017–2021: Szpital miejski (General Hospital) jako Jason Morgan

### Gry komputerowe
- 2002: Kingdom Hearts jako Cloud Strife (głos)
- 2006: Final Fantasy VII: Advent Children jako Cloud Strife (głos)
- 2007: Dirge of Cerberus: Final Fantasy VII jako Cloud Strife (głos)
- 2008: Crisis Core: Final Fantasy VII jako Cloud Strife (głos)